# Арройомолінос-де-ла-Вера
Арройомолінос-де-ла-Вера (ісп. Arroyomolinos de la Vera) — муніципалітет в Іспанії, у складі автономної спільноти Естремадура, у провінції Касерес. Населення — 493 особи (2010).
Муніципалітет розташований на відстані близько 190 км на захід від Мадрида, 80 км на північний схід від Касереса.

## Демографія
Динаміка населення (INE ):